# 古霊益
古 霊益（こ れいえき、古灵益、グ・リンイー、1991年7月3日 - ）は、中国の囲碁棋士。四川省成都出身、中国囲棋協会所属、六段。西南王戦優勝4回、竜星戦優勝、春蘭杯世界囲碁選手権戦3位など。小豹世代と言われる一人。

## 経歴
6歳で囲碁を学び始める。2001年に晩報杯全国アマチュア囲碁選手権戦6位入賞、全国少年囲棋戦優勝。2002年初段。2004年二段、全国囲棋個人戦10位、世界青少年囲碁選手権大会青年組1位。2005年三段、富士通杯U15少年囲棋戦4位。2006年全国個人戦2位、四段。2007年、中国西南地区のトーナメント西南王戦で、決勝で楊一を破り優勝、以後3連覇。2008年五段。2009年に中国智力運動会で四川チームとして出場して優勝。同年名人戦挑戦者となり、古力に1-3で敗れる。2010年竜星戦で、決勝で王檄を2-1で破り優勝。同年春蘭杯世界囲碁選手権戦で李昌鎬、古力らを破りベスト4進出、3位決定戦で許映皓を破り3位。2013年三星火災杯世界囲碁マスターズでベスト16。
2014年百霊愛透杯世界囲碁オープン戦ベスト32。2015年威孚房開杯ベスト4。2016年西南王戦ベスト4。2017年倡棋杯ベスト4、威孚房開杯ベスト4。2018年六段。
中国囲棋甲級リーグでは2003年から四川チームなどで出場。2009年には19連勝中の李世乭を破るなど、14勝8敗で勝数3位。中国棋士ランキングでは2011年10位。

### タイトル歴
- 西南王戦 2007-09、11年
- 竜星戦 2010年
- 威孚房開杯棋王戦 2010年

### その他の棋歴
- 春蘭杯世界囲碁選手権戦 3位 2011年（○江鳴久、○李昌鎬、○古力、×李世乭、○許映皓）、ベスト16 2012年
- 全国囲棋個人戦 2位 2006年、3位 2008年
- 名人戦 挑戦者 2009年
- 招商銀行杯中国囲棋電視快棋戦 準優勝 2011年
- 中国囲棋天元戦 挑戦者 2013年
- 全国智力運動会 2009年男子団体戦優勝（四川チーム）
- 中国囲棋甲級リーグ戦
  - 2003年（四川嬌子）7-8
  - 2004年（四川嬌子）12-5
  - 2005年（四川嬌子）7-8（降級）
  - 2007年（武漢黄鶴楼）8-10
  - 2008年（四川嬌子）13-9
  - 2009年（四川嬌子）14-8
  - 2010年（四川嬌子）9-12（降級）
  - 2011年乙級（四川嬌子）5-2
  - 2012年乙級（四川嬌子）4-3
  - 2013年乙級（四川嬌子）6-1（昇級）
  - 2014年（成都興行銀行）12-10
  - 2015年乙級（成都棋城）
  - 2016年（成都興行銀行）12-10
  - 2017年（成都園丁控股）13-13